# ASPTT Strasbourg
 (avril 2013).
Si vous disposez d'ouvrages ou d'articles de référence ou si vous connaissez des sites web de qualité traitant du thème abordé ici, merci de compléter l'article en donnant les références utiles à sa vérifiabilité et en les liant à la section « Notes et références ».
L'ASPTT Strasbourg est un club omnisports fondé en 1937 dans la ville de Strasbourg. Aujourd’hui l’ASPTT propose 37 activités variées à ses 4 000 membres (athlétisme, football, haltérophilie…) et est devenu le premier club omnisports d’Alsace.

## Histoire
Depuis les années 1920, l'Administration des P.T.T. de Strasbourg souhaitait former une association dont le but serait de faire pratiquer du sport aux agents des postes. Une équipe de football existait déjà au télégraphe et se défendait déjà très bien lors de rencontres amicales.  
En 1936, un correspondant du journal Football, Fernand Albaret, qui travaille au Télégraphe, prévient ses amis que son journal offre un ballon à tout nouveau club qui se créerait. Cette offre va motiver l’administration des P.T.T. Au cours du mois d’octobre, 17 postiers se réunissent : au cours de cette réunion, sont posées les bases de la future association. Elle s’appellera A.S.P.T.T. de Strasbourg.
Comme nous sommes en période de guerre, Émile Anth fait passer un chapeau dans l’assistance et recueille la somme symbolique de 16,95 F. Cette recette constitue le premier budget du nouveau club. Il est décidé que le nouveau club sera omnisports car quatre sections voient le jour en même temps : football, basket-ball, athlétisme et natation. Seules les deux premières ont une existence réelle. La natation, bien qu’affiliée à la Fédération française, n’a que peu d’audience et jusqu’en 1962 ne vit que par l’adhésion des membres des autres sections qui prennent une licence pour participer à certaines compétitions et en particulier aux fameuses traversées de Strasbourg à la nage. La chronique de l’époque relève même une section de Naturistes. 
De même, l’athlétisme est composé essentiellement des footballeurs et des basketteurs qui trouvent là un sport complémentaire en été. 
Le 15 février 1937, lors de la première assemblée générale, l’A.S.P.T.T. de Strasbourg compte 258 membres. Cette première assemblée a pour but d’adopter définitivement les premiers statuts. C’est au cours de cette réunion qu’est mis en place le premier comité directeur.   
En cette fin d’année 1937, un événement important va marquer pour de nombreuses années la vie du nouveau club : Fernand Albaret qui a eu le mérite de guider les premiers pas de l’A.S.P.T.T. passe le flambeau à Charles Briss, président pendant un quart de siècle. Cet homme a joué un rôle essentiel au sein du club car il lui a donné une image de marque qu’elle s’efforce encore aujourd’hui de conserver.
Dès la saison 1937-1938, l’A.S.P.T.T. entre en compétition officielle d’une part avec une équipe de football dont l’ossature est composée par les éléments de l’ancienne équipe du Télégraphe et d’autre part avec une équipe de basket dont de nombreux joueurs sont issus du club l’Alerte et ont déjà un niveau très appréciable. Le Ministère de l’Éducation Physique et des Sports donne son agrément le 21 juillet 1938 sous le no 16960. Cet agrément est renouvelé le 26 avril 1949 sous le no 3747. Pendant la période noire de la guerre, l’ASPTT survit grâce à l’action de Charles Briss qui sauve de nombreux membres du club de l’incorporation de force. Après s’être battus pendant plus de deux ans, Charles Briss et son comité directeur doivent s’incliner devant les militaires. Ils doivent donc abandonner leur stade et déménager au Stade de l'Ill. 
Tous les travaux effectués sont devenus inutiles et le 15 septembre 1959, l’ASPTT emménage dans ses nouveaux locaux mis à disposition par la Municipalité. Une page est tournée, en novembre 1961, Charles Briss, qui malgré son départ à la retraite avait continué à assurer la présidence du club, présente sa démission et il est remplacé par monsieur Dom, alors directeur départemental.
En 1962, l’ASPTT voit arriver d’Alger un nouveau secrétaire général, monsieur Ernst, qui sera très vite désigné à ce poste qu’il occupera pendant 13 ans. monsieur Dom est muté à Bordeaux et est remplacé à la tête du club par monsieur Gourlaouen. Émile Anth reste trésorier général et assure la continuité: le trio des bâtisseurs est en place.
Depuis sa création, l’ASPTT a été confrontée au problème des installations. Obligée de déménager à plusieurs reprises, les dirigeants décidèrent de profiter du plan d’équipement sportif lancé par l’Union des ASPTT pour se doter d’un équipement qui lui serait propre. En 1964, Monsieur Gourlaouen entreprend les premières démarches. Elles vont être longues et les tractations difficiles. À plusieurs reprises, au cours des années suivantes, le Comité Directeur eut à en débattre. Mais le 7 novembre 1966, le procès-verbal du Comité Directeur précise : « Le Président expose en détail les plans de la future salle des sports ».
Le 14 décembre 1968, l’ASPTT inaugure son nouveau Centre Sportif à Strasbourg-Koenigshoffen. La construction peut commencer. Là aussi les dirigeants devront se battre pour que les souhaits de l’ASPTT soient respectés. Mais peu à peu, les travaux avancent et enfin le 14 décembre 1968 a lieu l’inauguration. Toutes les sections de l’ASPTT sont représentées par de jeunes sportifs pour accueillir les nombreuses personnalités locales et parisiennes qui ont assisté à cette grande première. Une semaine plus tard, le club tient pour la première fois son Assemblée Générale dans son nouveau club-house.
En 1968, les Jeux olympiques d’Hiver se déroulent à Grenoble. Jacky Boucard, l’actuel Président d’Honneur transporte la flamme olympique à travers les rues de Strasbourg accompagné par de nombreux sportifs de l’ASPTT Strasbourg.
Aujourd’hui, l’ASPTT Strasbourg est le 1er club omnisports d’Alsace. L’ASPTT Strasbourg se veut d’être un club ouvert à tous qui puisse maintenir le haut niveau, développer la formation chez les jeunes, et surtout proposer des activités de loisirs adaptées à la demande.

## Équipements
L'ASPTT de Strasbourg dispose de nombreux équipements qui sont les suivants :
- 1 gymnase omnisports (handball, volley-ball, basket-ball) ;
- 1 salle spécialisée en haltérophilie ;
- 1 salle de musculation ;
- 1 salle de tennis de table ;
- 1 quillier ;
- 1 dojo de judo ;
- 2 courts de tennis couverts ;
- 8 courts de tennis extérieurs (4 en terre battue – 4 en gazon synthétique) ;
- 3 terrains de football : 2 engazonnés (dont un avec éclairage) et 1 en stabilisé ;
- 1 boulodrome ;
- 1 club house.

L’ASPTT utilise également un certain nombre de gymnases et salles de sports dans les quartiers Ouest de Strasbourg ainsi que le complexe sportif de Hautepierre (piscine et stade d’athlétisme).

## Activités sportives

### Athlétisme
La section propose la pratique de toutes les disciplines de l'athlétisme : les courses, les lancers et les sauts en passant par le running ou le cross. Elle compte également des athlètes de Haut niveau, toujours licenciés à l'ASPTT sous la bannière ASPTT/S2A : le triple-sauteur Benjamin Compaoré, Champion de France élite en 2012 (17,14 m). Champion du monde junior en 2006 et 7e aux derniers Championnats du Monde 2011,  l'athlète Driss El Himer et ses 8 titres de Champion de France du 10 km entre 1999 et 2010 et l'espoir strasbourgeois Benjamin Georg, Vice-Champion de France en salle sur 60 m.
Elle a également compté dans ses rangs Blandine Bitzner-Ducret : Championne du monde par équipe de cross court 1999, médaille de bronze aux Championnats du monde de cross court par équipe en 2000 et sélectionnée pour les Jeux olympiques en 1996. Elle est également championne de France sur piste et en cross à plusieurs reprises. Autre membre important, Medhi Baala, il est champion d’Europe 2002 et 2006 sur 1 500 m, sélectionné pour les Jeux olympiques de Sydney, vainqueur de la Coupe d’Europe sur 800 m et 1 500 m, médaillé de bronze aux Championnats d’Europe en salle (2000), recordman de France en salle et en extérieur du 1 500 m et du 1 000 m

### Badminton
La section Badminton pratique du loisir enfants et adultes, une école de jeunes à partir de 6 ans, des compétitions Régionales et Départementales, du Haut Niveau National, ainsi que des entraînements pour tous.
L'équipe une est en Top 12. Elle est constituée d'un joueur polonais figurant dans le top 30 mondial en double hommes, de l'actuelle no 2 française, de joueurs classés dans le top 5 français et de plusieurs champions de France jeunes. L'équipe est vice-championne de France en 2009 et termine 3e club français à l’issue des play-offs en 2007 et 2012.
Elle remporte en 2013 le titre de champion en battant le tenant Issy-les-Moulineaux en demi-finale 5-1 puis, Chambly en finale sur le score de 5-3 et se qualifie ainsi pour la coupe d'Europe des clubs.
Les champions sont : 
- Julien Fuchs (entraîneur-joueur) ;
- Julien Maïo (: vice-champion d’Europe junior 2013 par équipe et médaille de bronze individuelle en simple ;
- Gaëtan Mittelheisser : champion de France Senior 2013 en double ;
- Valeriy Atrashchenkov (UKR) : champion d'Ukraine 2013 en mixte ;
- Lorraine Baumann : vice-championne de France senior 2013 de double ;
- Sashina Vignes Waran : no 31 mondiale en mai 2013, championne d'Europe universitaire 2010, championne de France sénior 2014, championne de France universitaire 2010, 2012, 2013 ;
- Teshana Vignes Waran : championne de France universitaire 2010, 2012, 2013.

### Football
La section football est composée de trois équipes seniors, une équipe vétéran, une équipe super vétéran, une équipe U13, une équipe U11 et deux équipes débutantes. les deux équipes débutantes s'entraînent et progressent tous les mercredis au même moment sur des quarts de terrains (ronde des débutants). Les équipes débutantes la U17, la U13 et la U11 évoluent lors des matchs de Championnats tous les week-ends organisés par la Ligue d'Alsace. La compétition démarre à partir de l'équipe U13 et évolue en Championnats progressif. Les vétérans jouent tous les vendredis soirs et les super Vétérans jouent les mercredis soir.
Les trois équipes Seniors évoluent en Championnats Régionaux (l'équipe 1 en promotion A- l'équipe 2 en promotion B - l'équipe 3 en Division 3). Et les trois autres équipes évoluent également en Championnats Régionaux (l'équipe U17 évolue en Groupe A - l'équipe U13 évolue en groupe A - l'équipe U11 évolue en Promotion).

### Golf
À l'origine, il y avait cinq droits de jeu au Golf de la Wantzenau avec 37 membres. Son premier Président était Patrick Geffriaud. Les joueurs évoluent sur trois golfs : la Wantzenau, Soufflensheim et au Kempferhof, avec douze droits de jeu. La section Golf est ouverte aux hommes, femmes et enfants.
En 2012 a eu lieu l'organisation de la 22e édition du National de Golf en Alsace. L'équipe de l'ASPTT participe également aux Championnats Corporatifs Régional et au National Senior qui se tient à Paris.

### Gymnastique d'entretien
La section pratique e la Gymnastique d'entretien pour les adultes et les Seniors.Les cours sont essentiellement basée sur des exercices d'assouplissement, de renforcement musculaire, de cardio-vasculaire, d'assouplissement de psycho et de socio-motricité.

### Haltérophilie Musculation
La section haltérophilie comprend 20 pratiquants réguliers issus de tous les milieux dont ¼ de féminines. Mélanie Bonnamant, issue de l'école de sport, a progressivement gravi les échelons pour devenir une actrice incontournable du sport strasbourgeois évoluant au plus haut niveau mondial. 3e aux championnats d’Europe juniors à Bucarest (Roumanie) en 2011 et championne de France senior en 2011. Évelyne Thomas est 3e aux Championnats de France senior à Paris en 2011.
La section fitness comprend plus de 450 pratiquants réguliers issus de tous les milieux, dont environ 150 femmes.
Le plus grand champion de l'Histoire reste et restera Louis Labarthe, notamment au niveau des tractions et du levé de brique.

### Handball
La section handball est composée de 15 équipes et de 85 licenciés Seniors et de 110 jeunes. La section dispose de 5 arbitres et 5 jeunes arbitres qui officient au niveau Départemental et Régional.
Actions menées auprès des écoles : De nombreuses interventions dans les écoles de Hautepierre ainsi que Cronembourg et Koenigshoffen. 2 à 3 classes par école bénéficient des premières approches du handball. Toutes ces interventions ont permis la création de l'école de handball de la section et l'obtention du Label d'argent de la Fédération pour celle-ci.
L'équipe -16 féminine est championne d'Alsace élite. L'équipe Senior masculine est championne d'Alsace et Division d'honneur.

### Judo
L'ASPTT judo travaille essentiellement avec les jeunes de Hautepierre, de l'Eslau et du Parc des Poteries. La politique du club est axée sur le respect des valeurs du judo et de l'éducation dès le plus jeune âge, sans pour autant négliger l'aspect sportif et la compétition du judo. La section travaille en étroite collaboration avec le service Jeunesse et Sport et l’Éducation de la Ville dans le cadre du Plan de Réussite Éducative. Depuis septembre 2011, la section a fusionné avec la CJS (Cercle Judo Strasbourg) qui compte plus de 190 licenciés, pour constituer un seul et grand club ASPTT judo Strasbourg. Le club est devenu un des plus grands clubs d'Alsace.
L'ASPTT judo a remporté deux titres de champion d'Alsace junior en 2011, l'équipe Senior est championne d'Alsace en 2011 et l'équipe cadet est vice-championne d'Alsace en 2011.

### Natation
L'école de Natation : La section propose des séances d'apprentissage hebdomadaire dès l'âge de 4 ans. L'encadrement technique est assuré par 13 brevets d’État.
L'aquagym adulte : Les séances proposées sont généralement collectives et se pratiquent à tout âge pour maintenir la forme, développer ses capacités cardio-vasculaires tout en évitant les courbatures. L'activité est composé d'aqua-tonic, aqua-step, aqua-streching et aquagym.
Le club compte dans ses rangs : 
Aurore Mongel, championne de France du 100 m papillon, vice-championne de France 200 m papillon et en relais 4 × 100 m 4 nages aux Championnats du Monde. Elle a également participé aux Championnats du Monde en 2011.
Marine Schwartz, championne de France du 50 m Nage Libre en Nationale 2, championne régionale d'été du 100 m Brasse (1 min 20 s 66). Elle est la plus jeune nageuse à avoir participé aux championnats de France élite en 2011.
Mikaël Dubief est sélectionné aux championnats d’Europe junior en eau Libre, il est champion de France junior 2006, 2007 en eau libre sur 5 km.
Floriane Richard est double championne de France 2006 en eau Libre (5 et 25 km), 8e des Championnats d’Europe 2006 sur 25 km, elle est sélectionnée aux Championnats du Monde.

### Pétanque
La Section Pétanque propose le jeu de compétition individuel ou en équipe. La politique du club est d'évoluer dans une ambiance saine, un esprit d'équipe, de moments de partage et de convivialité.
Pour la saison 2012, une équipe était engagée au niveau régional, une au niveau départemental et une autre au niveau de la Coupe de France.
Un jeune (Loïc Beller), évolue également au niveau Départemental.

### Quilles
La section Quilles fait partie des clubs fondateurs de l'ASPTT Strasbourg et elle fait partie des grands clubs du Bas-Rhin. La section évolue en Championnat Départemental avec 6 équipes dont 4 à 4 joueurs et 2 à 2 joueurs. L'objectif pour l'équipe 1 à 4 est de monter en Excellence. Actuellement[Quand ?], elle est 4e en Honneur. L'équipe 2 à 4 joueurs est actuellement 1re en Promotion, l'équipe 4 à 4 est 1re en Division 4 et l'équipe 3 à 4 joueurs et les 2 équipes à 2 joueurs se maintient en milieu du tableau. Un joueur (Roger Dry) a été qualifié pour les Championnats de France Individuels Vétérans en Bourgogne les 2 et 3 juin 2012.

### Ski
http://www.aspttstrasbourgski.com
La section compte plusieurs activités : le ski alpin, le ski nordique, le ski de randonnée et le sport de montagne. Elle dispose d'activités supplémentaires, comme la Bourse aux skis, qui a lieu chaque année au mois de novembre, l'atelier de réparation/location de skis pour les membres de l'ASPTT.
La section organise des séjours ski à la semaine pour tous les niveaux de skieurs. Des séjours pour enfants et parents sont organisés durant les périodes des congés scolaires de février et avril. Dans les conditions normales d'enneigement, la section propose aux enfants intéressés par le ski de piste ou par le snowboard de participer au mercredis de neige avec apprentissage, perfectionnement, préparation aux flocons et aux étoiles, dans le massif du Schnepfenried.
Un groupe de compétiteurs (ski nordique)participe aux Courses Régionales du Massif Vosgien et à diverses Courses longues distances du Circuit National. Leur terrain d'entraînement est le Champ du Feu, ils participent chaque saison à une quinzaine de courses environ.

### Sport Adapté
Le Sport Adapté a pour vocation de proposer de nouvelles disciplines sportives aux sportifs en déficiences intellectuelles et d'apporter un soutien pour la pratique et le développement des nouvelles disciplines choisies. Les activités se pratiquent depuis de nombreuses années, comme le Badminton depuis plus de 20 ans ou encore le Ski depuis plus de 10 ans. Parmi ces activités existe également le foot, la natation, le judo, la pétanque, le Tennis de table ou encore le handball.  
Hélène Cremilleux (Ski Alpin) est championne de France en division 3 à Lans-en-Vercors en 2011. Pascal Kaiser (Badminton), vice-champion de France en division 1 à Épinal en 2011.

### Tennis
L'ASPTT tennis propose à ses licenciés des cours collectifs ou des leçons individuelles. la section propose aux enfants tous les mercredis, une école regroupant plus de 100 jeunes de 6 à 16 ans. La section organise des stages collectifs de juillet à septembre.
- Les joueurs :

Championnats Régionaux Séniors Masculin Hiver 2010/2011 : L'équipe 1 est montée en Excellence.
- - Filles :

L'équipe 1 est montée en Excellence/ L'équipe 2 se maintient en Division 2.
- - Garçons :

L'équipe 1 termine 1re de leur poule en Pré-National, mais échoue à l'accession en National 4.
L'équipe 2 est montée en Honneur.
L'équipe 3 conserve sa place en Division 2.
L'équipe 4 s'est hissée en Division 2 et décroche les titres de Champion Régional et Départemental.

### Tennis de table
Des années 1990 à aujourd’hui, la section Tennis de Table évolue au plus haut niveau régional et national. L'ASPTT Tennis de Table a également une équipe en National 2, en National 3 et en Régional 1 dans les années 2000. Tous les mercredis et les samedis, les entraîneurs diplômés suivent les jeunes qui peuvent se perfectionner en jouant contre les adultes.
La section constitue plusieurs équipes de jeunes juniors cadets et minimes évoluant au niveau régional et départemental.
L'équipe 1 est montée en National 3 en avril 2012. Cette section n'est plus active.

### Triathlon
La section Triathlon a été créée par Patrick Poulet en 1994. Dès sa création, elle a été associée à la mise en place du « France Iron Tour » au Baggersee (course à étapes réunissant les meilleurs triathlètes mondiaux). Par la suite, le club a diversifié ses organisations de compétitions : Triathlons de Strasbourg, Duathlon des 3 villages, Aquathlons, Bike and Run, et en 2012 les Championnats de France à Oberhausbergen. Il est l'un des clubs les plus importants d'Alsace en termes d'effectifs et accueille un large public (du débutant au finaliste Championnats de France Élite). En 2011, le club a récupéré sa 2e étoile du Label École de Triathlon délivré par la Fédération.
L'équipe compte 6 titres de champion d'Alsace de triathlon dont 1 en équipe en 2011, 8 titres de Champion d'Alsace en duathlon dont 2 en équipe en 2011 et 2 titres de Champion d'Alsace en aquathlon en 2011.
Les champions d'Alsace Bike and Run à Oberhausbergen en 2011 sont le duo : Mélissa Lapp et Estelle Marie Kieffer.

### Volley-ball
Pour les féminines, après avoir manqué de peu la montée en National 3, beaucoup d'ancienne joueuses ont arrêté l'activité. De ce fait, une seule équipe a été engagée en Promotion Fédérale. Du côté des masculins, après une fin de saison 2010/2011 en National 3 difficile, seule l'ancienne équipe 2 a repris les Championnats en Excellence Départementale. Pour les équipes de jeunes masculines, une entente a été mise en place avec l'Alsatia. En féminine, deux équipes ont été engagées, l'une en minimes et l'autre en cadettes.
L'équipe Senior féminine évolue au niveau régional. L'équipe Sénior masculine évolue au niveau départemental. Cette section n'est plus active.